# Gargara taihokunis
Gargara taihokunis är en insektsart som beskrevs av Kato 1928. Gargara taihokunis ingår i släktet Gargara och familjen hornstritar. Inga underarter finns listade i Catalogue of Life.